# Caught in the Crossfire
Caught in the Crossfire – amerykański dramat z 2010 roku. W rolach głównych wystąpili Chris Klein, Adam Rodríguez i Curtis "50 Cent" Jackson. Film został wydany na DVD.

## Fabuła
Bohaterami filmu są dwaj policjanci, którzy postanawiają rozbić rywalizujące ze sobą gangi. Śledztwo nie układa się jednak zgodnie z ich planem, na skutek czego zostają zdemaskowani przez przestępców, którzy pragną ich śmierci.

## Obsada
- Chris Klein jako Briggs
- Christine Lakin jako Tracy
- Curtis "50 Cent" Jackson jako Tino
- Adam Rodriguez jako Shepherd